# Кім Сам Су
Кім Сам Су (кор. 김삼수, нар. 8 лютого 1963) — південнокорейський футболіст, що грав на позиції півзахисника.
Виступав, зокрема, за клуб «Ел Джі Чітас», а також національну збірну Південної Кореї.

## Клубна кар'єра
Народився 8 лютого 1963 року. Вихованець футбольної команди Університету Донг-А.
У дорослому футболі дебютував 1985 року виступами за команду клубу «Ел Джі Чітас», в якій провів дев'ять сезонів. 
Завершив професійну ігрову кар'єру у клубі «Деу Ройялс», за команду якого виступав протягом 1994 року.

## Виступи за збірну
1984 року дебютував в офіційних матчах у складі національної збірної Південної Кореї. Протягом кар'єри у національній команді, яка тривала 5 років, провів у формі головної команди країни 17 матчів, забивши 1 гол.
Був включений до заявки збірної на чемпіонат світу 1986 року в Мексиці, проте в іграх світової першості на поле не виходив.
| Дата       | Місто        | Господарі      | Результат             | Гості             | Турнір                     | Голи | Примітки |
| ---------- | ------------ | -------------- | --------------------- | ----------------- | -------------------------- | ---- | -------- |
| 3-6-1984   | Пусан        | Південна Корея | 2 – 0                 | Гватемала         | Кубок Президента 1984      | -    |          |
| 30-9-1984  | Сеул         | Південна Корея | 1 – 2                 | Японія            | Щорічний матч Корея-Японія | -    |          |
| 3-12-1985  | Лос-Анджелес | Мексика        | 2 – 1                 | Південна Корея    | товариський матч           | -    |          |
| 8-12-1985  | Ірапуато     | Угорщина       | 1 – 0                 | Південна Корея    | Турнір Мексики             | -    | 46'      |
| 11-12-1985 | Гвадалахара  | Мексика        | 2 – 1                 | Південна Корея    | Турнір Мексики             | -    | 79'      |
| 13-12-1985 | Мехіко       | Південна Корея | 2 – 0                 | Алжир             | Турнір Мексики             | -    | 73'      |
| 28-9-1986  | Пусан        | КНР            | 2 – 4                 | Південна Корея    | Азійські ігри              | -    | 77'      |
| 1-10-1986  | Пусан        | Південна Корея | 1 – 1 д.ч. (5-4 п.п.) | Іран              | Азійські ігри              | -    | 81'      |
| 3-10-1986  | Сеул         | Індонезія      | 0 – 4                 | Південна Корея    | Азійські ігри              | -    |          |
| 5-10-1986  | Сеул         | Південна Корея | 2 – 0                 | Саудівська Аравія | Азійські ігри              | -    | 46'      |
| 10-6-1987  | Масан        | Південна Корея | 0 – 0                 | Єгипет            | Кубок Президента 1987      | -    |          |
| 12-6-1987  | Пусан        | Південна Корея | 1 – 0                 | США               | Кубок Президента 1987      | -    |          |
| 14-6-1987  | Теджон       | Південна Корея | 4 – 2                 | Таїланд           | Кубок Президента 1987      | 1    |          |
| 21-6-1987  | Сеул         | Південна Корея | 1 – 1 д.ч. (5-4 п.п.) | Австралія         | Кубок Президента 1987      | -    |          |
| 17-12-1987 | Куала-Лумпур | Малайзія       | 0 – 1                 | Південна Корея    | Pestabola Merdeka 1987     | -    | 85'      |
| 6-1-1988   | Доха         | Південна Корея | 1 – 1 д.ч. (4-3 п.п.) | Єгипет            | Афро-Азійський Кубок 1988  | -    |          |
| 19-6-1988  | Сувон        | Південна Корея | 4 – 0                 | Замбія            | Кубок Президента 1988      | -    |          |
| Усього     |              | Матчів         | 17                    |                   | Голів                      | 1    |          |

## Титули і досягнення
- Переможець Юнацького (U-19) кубка Азії: 1980
- Переможець Азійських ігор: 1986